# 奥塔纳
奥塔纳（義大利語：Ottana），是意大利撒丁大区努奥罗省的一个市镇。总面积45.16平方公里，人口2429人，人口密度53.8人/平方公里（2009年）。ISTAT代码为091070。